# Let Me Be There
Let Me Be There (englisch für Lass mich da sein) ist ein von John Rostill geschriebenes Lied, das erstmals 1973 von Olivia Newton-John aufgenommen und sowohl auf ihrem gleichnamigen Album als auch als Single veröffentlicht wurde. Im folgenden Jahr gewann ONJ mit diesem Lied den Country Grammy Awards 1974.

## Weitere Aufnahmen
Im Jahr 1974 wurde das Lied von Tanya Tucker auf dem Album Would You Lay With Me In A Field of Stone sowie von Ike & Tina Turner auf dem Album Sweet Rhode Island Red veröffentlicht.
Im selben Jahr nahm Elvis Presley das Lied in das Programm des in seiner Heimatstadt Memphis (Tennessee) ausgetragenen Konzerts auf, das anschließend auch auf dem Live-Album  Elvis: Recorded Live On Stage In Memphis erschien. Drei Jahre später wurde das Lied zudem auf Presleys letztem zu Lebzeiten veröffentlichten Album Moody Blue aufgenommen.
1975 publizierten Loretta Lynn und Conway Twitty ein gemeinsames Album mit dem Titel Feelins´, auf dem das Lied ebenfalls enthalten ist.
Außerdem wurde das Lied unter anderem noch von Crystal Gayle und Dolly Parton aufgenommen.
Des Weiteren gibt es eine deutsche Version des Liedes, gesungen von Juliane Werding. Auf Deutsch heißt es Morgens Fremde – Mittags Freunde. Der deutsche Text stammt von Hans-Ulrich Weigel. Das Lied wurde auf Juliane Werdings dritter LP Wenn du denkst, du denkst, dann denkst du nur, du denkst (1975) veröffentlicht.